# LF Maasroute

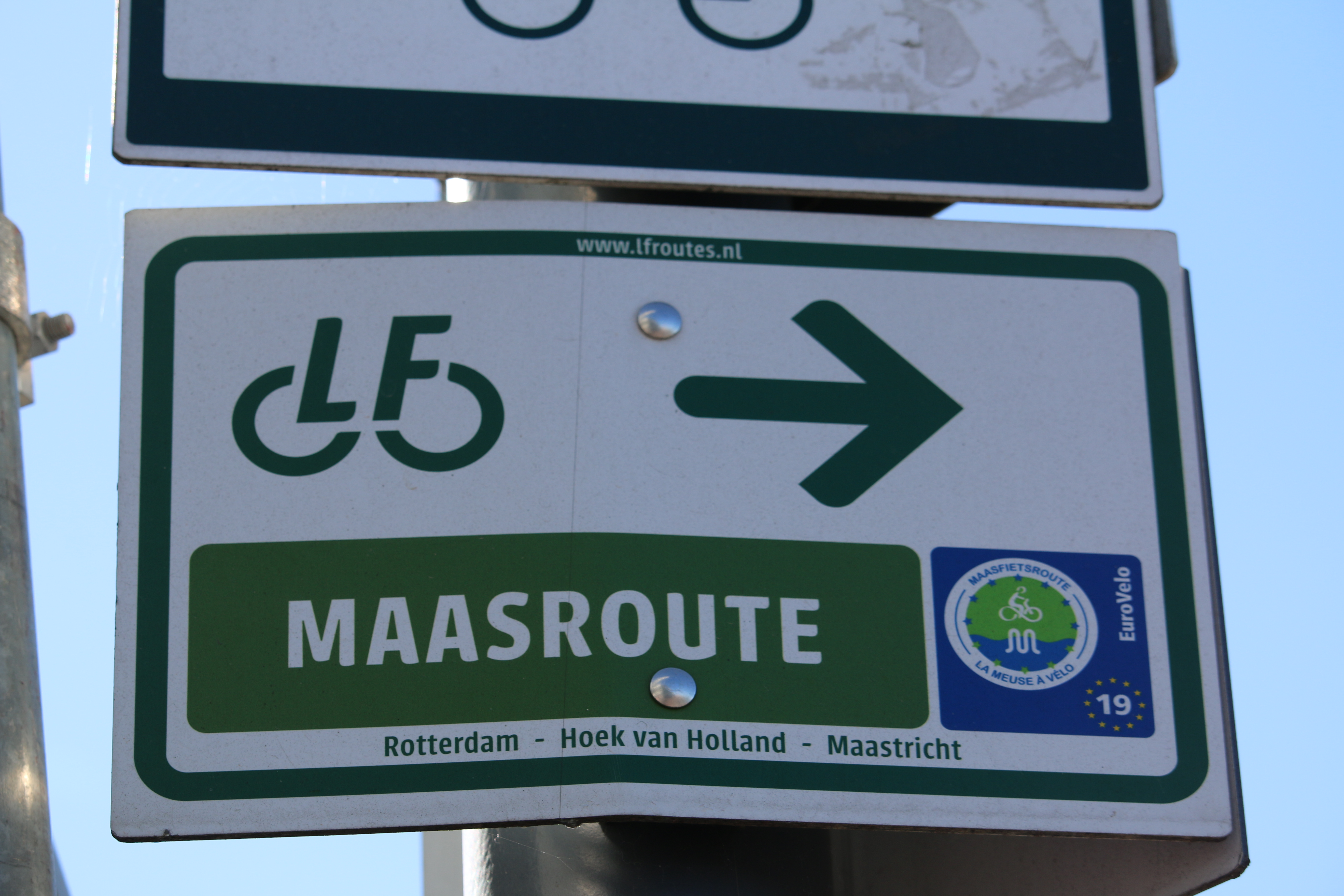
LF Maasroute in Nederland

De LF Maasroute is de eerste LF-icoonroute van de Nederlandse stichting Landelijk Fietsplatform. De route loopt van Maastricht via Hoek van Holland naar Rotterdam en is 480 km. lang. De route maakt deel uit van de internationale Maasfietsroute (EuroVelo EV19), deze volgt de rivier van bron tot monding. De route is in 2 richtingen bewegwijzerd met rechthoekige bordjes. De bordjes hangen onder de borden van het fietsroutenetwerk. 

## Traject
De route doorkruist de provincies Zuid-Holland, Noord-Brabant, Gelderland, Nederlands Limburg en Belgisch Limburg en Luik. In Moelingen sluit de route aan op de RAVeL Meuse in Wallonië en gaat als EuroVelo 19 verder in Frankrijk naar de bron. Deze RAVeL kan ook gevolgd worden tot Luik waar kan worden aangesloten op de RV4a, RV4b en de RV8b. 
Er kan gekozen worden voor de Nederlandse of de Vlaamse zijde van de Grensmaas. In zowel Nederland als Vlaanderen loopt de route verder met dezelfde bewegwijzering; ter hoogte van Thorn en Maastricht komen de Vlaamse en Nederlandse Maasroute bij elkaar. Op dit deel is er een Vlaams (Maastricht-Maaseik) of een Nederlands traject (Maastricht-Stein-Ohé en Laak).
De route start nabij Moelingen. In Lanaye komt de LF Heuvelroute erbij. Deze verlaat de route weer in Kanne, samen met de LF Vlaanderenroute (die hier ook parallel mee noordwaarts loopt aan de LF Maasroute aan Vlaamse zijde). In Lanaye start ook de RV7. 
Ten noorden van de Sluizen van Ternaaien is er de splitsing waarbij gekozen kan worden voor het Nederlandse deel en het Belgische deel.

### Belgische deel
Het Belgische deel beklimt eerst de Cannerberg en gaat met een boog om de Nederlandse stad Maastricht heen. Bij Neerharen kruist de route het Kanaal Briegden-Neerharen en de Zuid-Willemsvaart. Ook gaat de route hierbij langs natuurgebied Hochter Bampd.
In Maasmechelen verlaat de LF Vlaanderenroute de route en start tevens de LF Kempenroute. De route voert door Landschapspark Maasvallei. De volgende grotere plaats op de route is het bezienswaardige Maaseik.
De Belgische variant eindigt op de grens met Nederland in Thorn, het bezienswaardige witte stadje. Vanaf hier kan via Wessem en de Maasbrug bij Wessem worden aangesloten op de Nederlandse variant bij Maasbracht.

### Nederlandse deel
Het Nederlandse deel voert over de Sint-Pietersberg naar Maastricht. Op de Sint-Pietersberg start ook de bekende wandelroute Pieterpad waar ook een fietsalternatief voor bedacht is, het Fietserpad. Hier kruist de route de Maas via de Sint Servaasbrug en kont dan in stadsdeel Wyck. Even voor Borgharen kruist de route het Julianakanaal.
De route voert door de van het hoogwater in de Maas bekende plaatsen Borgharen en Itteren.
Bij Linne gaat de route de Maas over via het Stuw- en sluiscomplex Linne. In Roermond kan worden aangesloten op de RurUfer-Radweg die de Roer (of Duits: Ruhr) stroomopwaarts volgt.
Na Roermond volgen de Asseltse Plassen en iets verderop kruist de route de Swalm. Bij Kessel wordt de Maas tweemaal met een veer gekruist.
Ter hoogte van Venlo kruist de LF13 Schelde-Rheinroute (welke onderdeel is van de EuroVelo EV4 Midden-Europaroute) de LF Maasroute. 
Ten noorden van Venlo komt de route langs de natuurgebieden Zwart Water en Leeremarksche Heide. De route kruist bij Arcen met het veer de Maas. Nu volgt natuurgebied 't Sohr. 
Bij Blitterswijck kruist de route wederom per veer de Maas. De route voert door natuurgebied Berger Heide.
Met het veer gaat het naar de provincie Noord-Brabant en Vierlingsbeek. Ook wordt het natuurgebied Oeffelter Meent aangedaan. Via de Maasbrug bij Gennep komt de route weer kort in de provincie Limburg. Na het veer over de Maas bevindt de route zich weer in Noord-Brabant en komt langs de uitgestrekte Kraaijenbergse Plassen.
In de provincie Gelderland bij Maasbommel komt de route langs het grote recreatiegebied De Gouden Ham.
De route steekt weer de Maas over terug naar Noord-Brabant en is dan even later weer in Gelderland. De route steekt hierbij de Maas weer per veer over en passeert het Kanaal van St. Andries. De route bevindt zich nu in de Bommelerwaard. Middels brug wordt de Maas weer overgestoken en komt de route terug in Noord-Brabant, langs voormalig fort Crèvecoeur. Hier kan ook de lokale route Linie 1629 Route opgepakt worden. De route passeert het Diezekanaal via de Henriëttesluis. Na de passage van de Maas is de route weer in Gelderland. De route komt langs Kasteel Nederhemert en steekt daarna de Dode Maasarm over naar Nederhemert.
De route volgt nu enige tijd de Afgedamde Maas. Hierbij komt ze door natuurgebied Loevestein, Pompveld & Kornsche Boezem. Ook passeert ze Slot Loevestein. Met het veer wordt de Afgedamde Maas overgestoken en komt de route in vestingstad Woudrichem. In Woudrichem kruist de LF Waterlinieroute de route. Ook kan middels veerboot worden overgestoken naar Gorinchem waar de EuroVelo EV15 Rijnroute en de LF17 Rijndeltaroute kunnen worden opgepakt. De EV15 loopt vanaf hier ook parallel mee naar Hoek van Holland en Rotterdam.
De route volgt nu de Boven-Merwede. Bij Werkendam gaat de route Nationaal Park De Biesbosch in. Ook hier komt de route de LF Waterlinieroute kort tegen. De route komt langs het Biesbosch MuseumEiland en volgt korte tijd het Steurgat. Hierna gaat het dwars door de Brabantse Biesbosch.
Na het veer bij Kop van 't Land over de Nieuwe Merwede bevindt de route zich in de provincie Zuid-Holland en op het Eiland van Dordrecht.
Het Eiland van Dordrecht wordt verlaten via de Kiltunnel onder de Dordtsche Kil. De route komt nu in de Hoeksche Waard. Dit eiland wordt weer verlaten via een veer over de Oude Maas. Nu volgt het eiland IJsselmonde. De route gaat langs Zwijndrecht af en kruist de Waal, een dode rivierarm, bij Heerjansdam.
De route voert langs de Oude Maas en komt voorbij natuurgebied Vredepolder, langs de Gaatkensbult en langs natuurgebied Rhoonse Grienden.
Rotterdam wordt bereikt bij stadsdeel Hoogvliet. Hier wordt via de Spijkenisserbrug over de Oude Maas overgestoken naar het eiland Voorne-Putten en Spijkenisse. Vanaf hier wordt het Scheepvaart- en Voedingskanaal gevolgd naar het westen. 
De uit de Tachtigjarige Oorlog bekende stad Brielle wordt aangedaan. In Oostvoorne komt de EuroVelo EV12 Noordzeeroute samen met de LF Kustroute op de route. 
Door de Tweede Maasvlakte volgt daarna het veer over de Nieuwe Waterweg en in Hoek van Holland kan worden aangesloten op de EuroVelo EV2 Hoofdstedenroute die hier met de veerboot vanuit Groot-Brittanië aankomt. Deze EV2 loopt naar Den Haag parallel met de EV12 en de LF Kustroute. In Hoek van Holland start ook de EV15 Rijnroute die parallel meeloopt naar Rotterdam.
De LF Maasroute volgt de Nieuwe Waterweg. In Rotterdam eindigt de LF Maasroute bij de Erasmusbrug en kan worden aangesloten op de EuroVelo EV15 Rijnroute waar de route al parallel mee liep.
Tussen Millingen aan de Rijn en Heel is de route onderdeel van de LF Ronde van Nederland.

## Aansluitingen met Europese routes
- De route is onderdeel van de EuroVelo EV19 Maasfietsroute, de bewegwijzering wordt in België en Frankrijk doorgezet richting de bron van de rivier.
- In Venlo kruist de route de EuroVelo EV4 Midden-Europaroute.
- Tussen Oostvoorne en Hoek van Holland loopt de route parallel met de EuroVelo EV12 Noordzeefietsroute.
- In Hoek van Holland kruist de route de EuroVelo EV2 Hoofdstedenroute.
- Tussen Hoek van Holland en Rotterdam loopt de route parallel met de EuroVelo EV15 Rijnroute, deze kan in Rotterdam vervolgd worden.

## Aansluitingen met andere LF- of icoonroutes
- In Lanaye sluit de route aan op de RV7.
- Vanuit Lanaye kan in Luik via de RAVeL Meuse aangesloten worden op de RV4a, RV4b en de RV8b.
- Tussen Lanaye en Kanne loopt de route parallel met de LF Heuvelroute.
- Tussen Kanne en Maasmechelen loopt de route parallel met de LF Vlaanderenroute aan de Vlaamse zijde van de Grensmaas.
- In Maasmechelen (Vlaamse zijde Grensmaas) sluit de route aan op de LF Kempenroute.
- In Roermond kan worden aangesloten op de RurUfer-Radweg.
- In Venlo kruist de route de LF13 Schelde-Rheinroute.
- In Venlo kruist de route de Hanzeroute.
- In Woudrichem kruist de route de LF Waterlinieroute.
- In Hoek van Holland kruist de route de LF Kustroute.

## Aansluitingen met regionale routes
- Op elk willekeurig punt kan gebruik worden gemaakt van het fietsroutenetwerk ter plaatse.
- In 's-Hertogenbosch-Maaspoort kan de Linie 1629 Route opgepakt worden.
- In Cuijk kan de Via Romana opgepakt worden.
- In Venlo kan de Fietsallee langs de Noordervaart opgepakt worden.
- In Lanaye kan de W7 Sur la Route des Ardennes (regionale RAVeL-route) opgepakt worden.
- In Eijsden kan de Mergellandroute opgepakt worden.
- In Maastricht kan de Heuvelland-Fietsroute opgepakt worden.
- In Maastricht kunnen de lussen 2 en 3 van de Amstel Gold Raceroute opgepakt worden.
- In Maastricht kan de Mergellandroute opgepakt worden.
- In Maastricht bij de Sint Pietersberg kan het Fietserpad opgepakt worden.
- In Elsloo (Nederlandse zijde Grensmaas) kan lus 1 van de Amstel Gold Raceroute opgepakt worden.